# Студиен албум
Студиен албум се нарича сбор от песни (музикален албум), записани от един или повече музиканти в звукозаписно студио със съдействието на звукорежисьори, звукоинженери и тонинженери. Обикновено песните в тези албуми не са били издавани никога преди това и са нов материал. Понякога, макар и рядко, в подборката се включват концертни записи на песни и/или ремиксове, но те обикновено се означават като бонус песни. Други главни видове албуми в музикалния бизнес са концертните албуми и компилациите (сборните албуми).
При продуцирането на песните се използват различни продукционни техники, включително т.нар. сегуей (осигуряващ плавен преход между две последователни песни), звукови ефекти и/или звуци от околната среда. Могат да бъдат наети и студийни музиканти, които не са членове на музикална група, но подпомагат звукозаписния процес. Обикновено имената на техническия персонал са отбелязани на обложката на албума.
Thriller от 1982 година на Майкъл Джаксън е студийният албум, от който са продадени най-много копия в историята на музиката — над 110 милиона. Студийните албуми в миналото са се записвали на грамофонни плочи, но през 90-те години мястото им е изместено от компактдисковете, а понастоящем и в цифров формат.